# 大田嘉弘
大田 嘉弘（おおた よしひろ、1935年 - 2015年8月10日）は、日本の歯科医師、軍事史研究者。
九州歯科大学を卒業。竹原・豊田歯科医師会会長、広島県歯科医師会理事、竹原市教育委員長などを歴任。
厚生労働大臣賞、文部科学大臣賞、防衛大臣賞等を受賞した。2010年に瑞宝双光章を受章。
軍事研究としては、沖縄戦・インパール作戦に関する著作を残した。

## 著書
- 『沖縄作戦の統帥』相模書房、1979年
- 『沖縄陸・海・空戦史』相模書房、1988年
- 『インパール作戦―ビルマ方面軍第十五軍敗因の真相』ジャパンミリタリーレビュー、2009年